# Терешки (Жмеринський район)
Тере́шки — село в Україні, у Барській міській громаді Жмеринського району Вінницької області.

## Історія
Під час другого голодомору у 1932–1933 роках, проведеного радянською владою, загинуло 11 осіб.
12 червня 2020 року, відповідно до Розпорядження Кабінету Міністрів України № 707-р «Про визначення адміністративних центрів та затвердження територій територіальних громад Вінницької області», увійшло до складу Барської міської громади.

19 липня 2020 року, в результаті адміністративно-територіальної реформи та ліквідації Барського району, село увійшло до складу Жмеринського району.

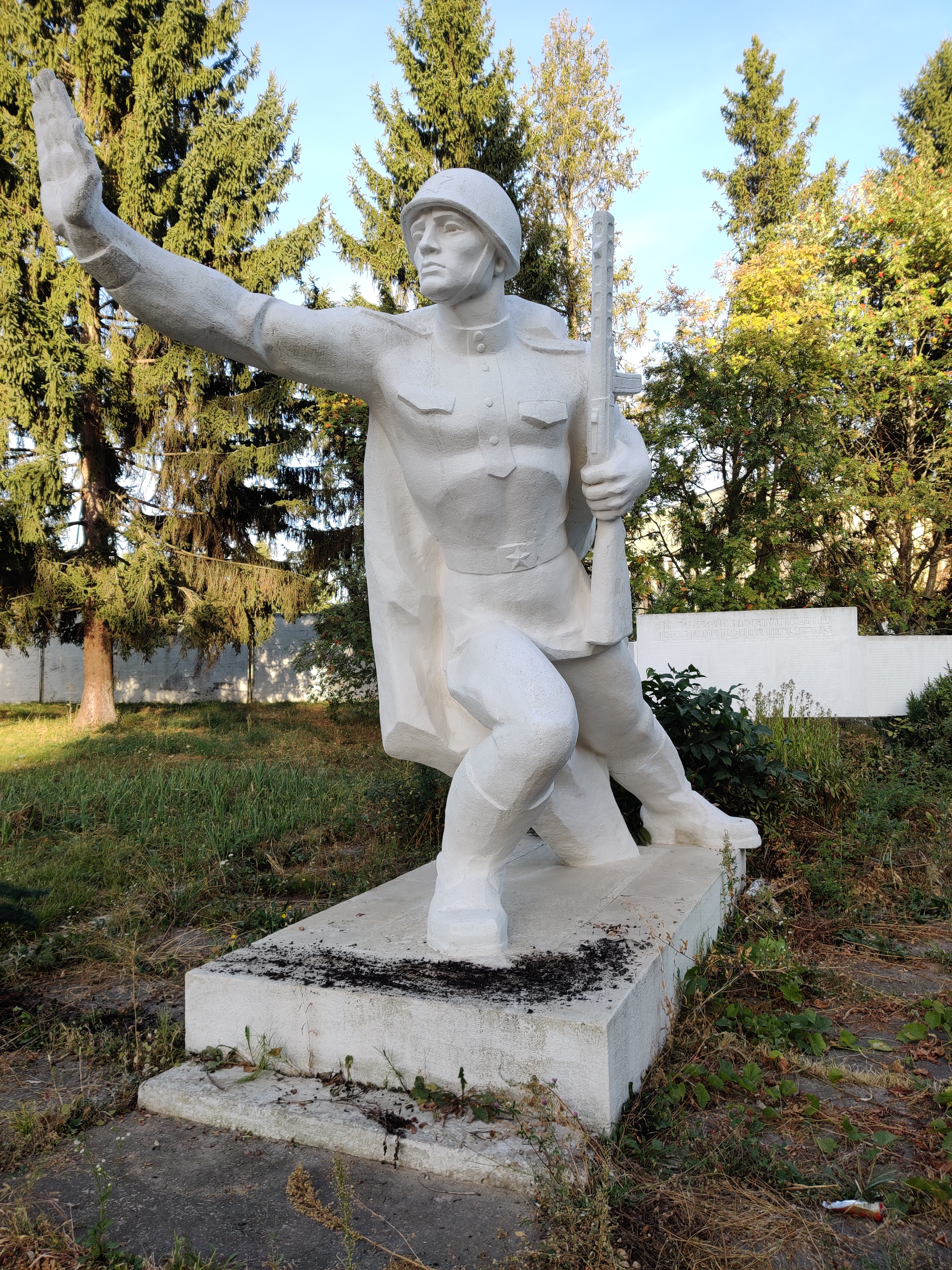
Пам'ятник воїнам-односельчанам

## Населення

### Мова
Розподіл населення за рідною мовою за даними перепису 2001 року:
| Мова            | Відсоток |
| --------------- | -------- |
| українська      | 99,4%    |
| російська       | 0,3%     |
| інші/не вказали | 0,3%     |

## Пам'ятки
У селі є пам'ятки:
- Пам'ятник 150 воїнам-односельцям на фронтах Другої світової війни[6], споруджений 1980 року.

## Відомі люди
- Рудий Георгій Михайлович (1863 — 1918) — криміналіст, талановитий сищик, колишній начальник Київського розшукового відділення (1901—1907), один із новаторів застосування дактилоскопії, службового собаківництва і «слідчої валізи», родоначальник експертно-криміналістичної служби органів внутрішніх справ України.
- Зоря Василь Михайлович (* 1961) — учасник Афганської війни 1979—1989 років, кавалер ордена «За мужність».
- Огороднік Олександр Олександрович (1999—2023) — молодший сержант Збройних сил України. Учасник російсько-української війни.
- Слівін Олександр Михайлович (03.06.1971 — жовтень 2022) — солдат ЗСУ, навідник механізованого відділення.